# 達里揚

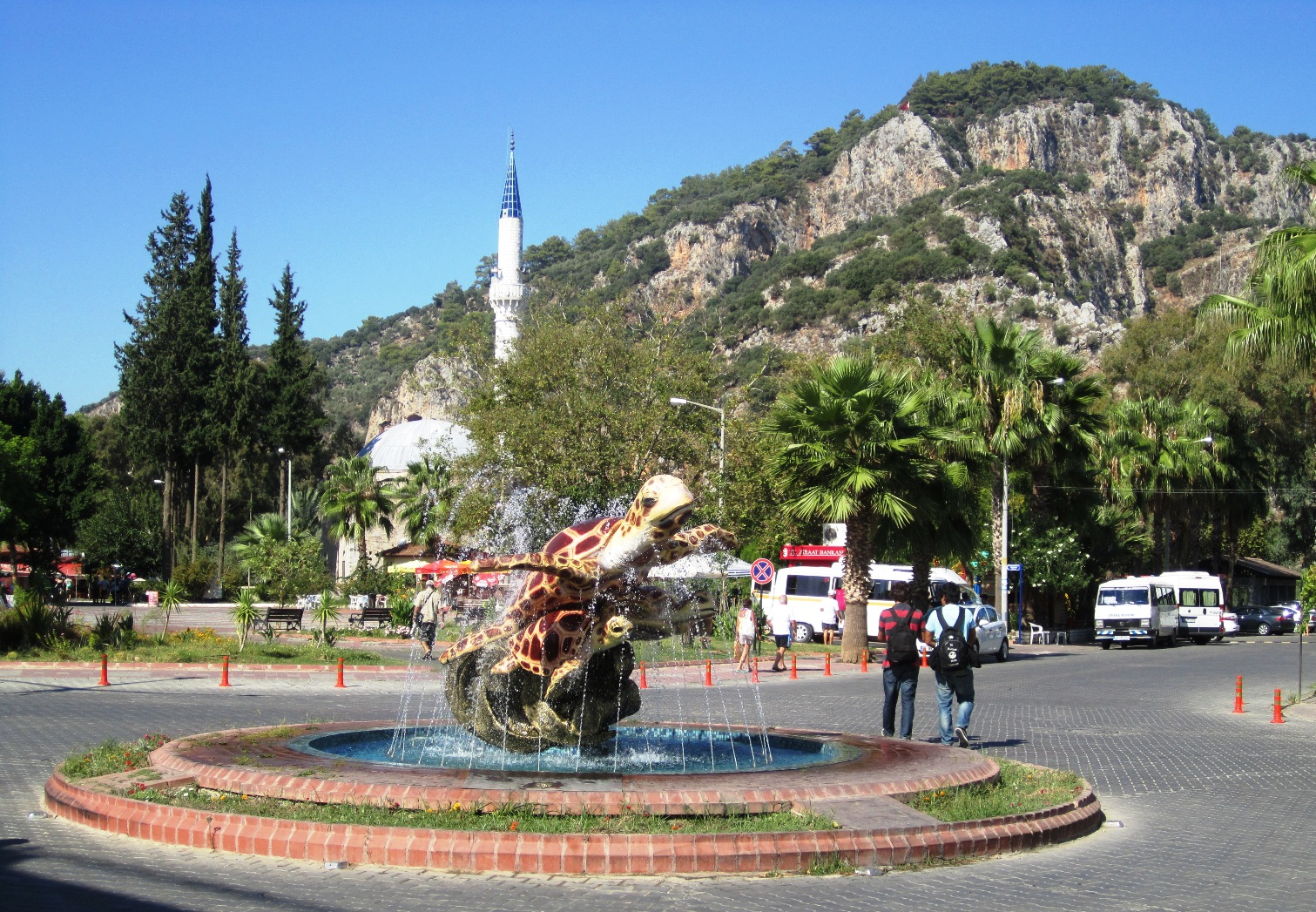
達里揚的赤蠵龜塑像

達里揚（土耳其語：Dalyan）是土耳其穆拉省轄下的一座小鎮，其位在安納托利亞西南方海岸，介於著名的马尔马里斯港和费特希耶兩城之間。
1987年時有開發商想於達里揚附近的伊茲圖祖海灘上建造豪華的酒店，而這片海灘卻是瀕臨絕種赤蠵龜的重要繁殖地，在眾多環保主義者與作家的奔走下，成功引起國際間對此項開發案的重視，最終在菲利普親王亦呼籲停止破壞海灘的行為後，這項海灘的開發規畫被宣布終止。1988年，伊茲圖祖海灘以及其腹地被宣佈規劃為保護區。